# František Xaver z Orsini-Rosenbergu
František Xaver Volfgang kníže z Orsini-Rosenbergu (německy Franz Xaver Wolfgang Joseph Cölestin Fürst von Orsini und Rosenberg, 6. dubna 1723 Vídeň – 14. listopadu 1796 Vídeň) byl rakouský šlechtic, diplomat, státník a dvořan ve službách Habsburků. V diplomacii působil od mládí, byl vyslancem v Dánsku a Španělsku, poté zastával funkci prvního ministra v Toskánském velkovévodství a nakonec byl dlouholetým nejvyšším komořím císařského dvora (1775–1796). Patřil k důvěrníkům Marie Terezie a přátelům jejího nástupce Josefa II. Za vlády Leopolda II. byl povýšen na knížete (1790). Proslul také jako mecenáš umění, mimo jiné podporoval W. A. Mozarta.

## Životopis
Pocházel ze starého šlechtického rodu Orsini-Rosenbergů, narodil se jako nejstarší syn korutanského místodržitele hraběte Volfganga Zikmunda z Orsini-Rosenbergu (1682–1739) a jeho manželky Marie Anny, rozené hraběnky z Hohenfeldu.
Vystudoval práva ve Vídni a již v mládí vstoupil do diplomatických služeb Habsburků. Ještě za války o rakouské dědictví pobýval krátce v Londýně, kam doprovázel svého strýce Filipa Josefa, poté byl v letech 1748–1750 zplnomocněným ministrem v Miláně a v letech 1750–1757 vyslancem v Kodani. Poté byl v letech 1757–1765 velvyslancem v Madridu, kde měl důležitou úlohu během sedmileté války, především zde ale vyjednal sňatek infantky Marie Ludoviky s arcivévodou Petrem Leopoldem. Během vyjednávaní dynasticky vlivné sňatkové aliance obdržel v roce 1763 Řád zlatého rouna. Marii Ludoviku pak osobně doprovodil ke svatebnímu obřadu do Innsbrucku.

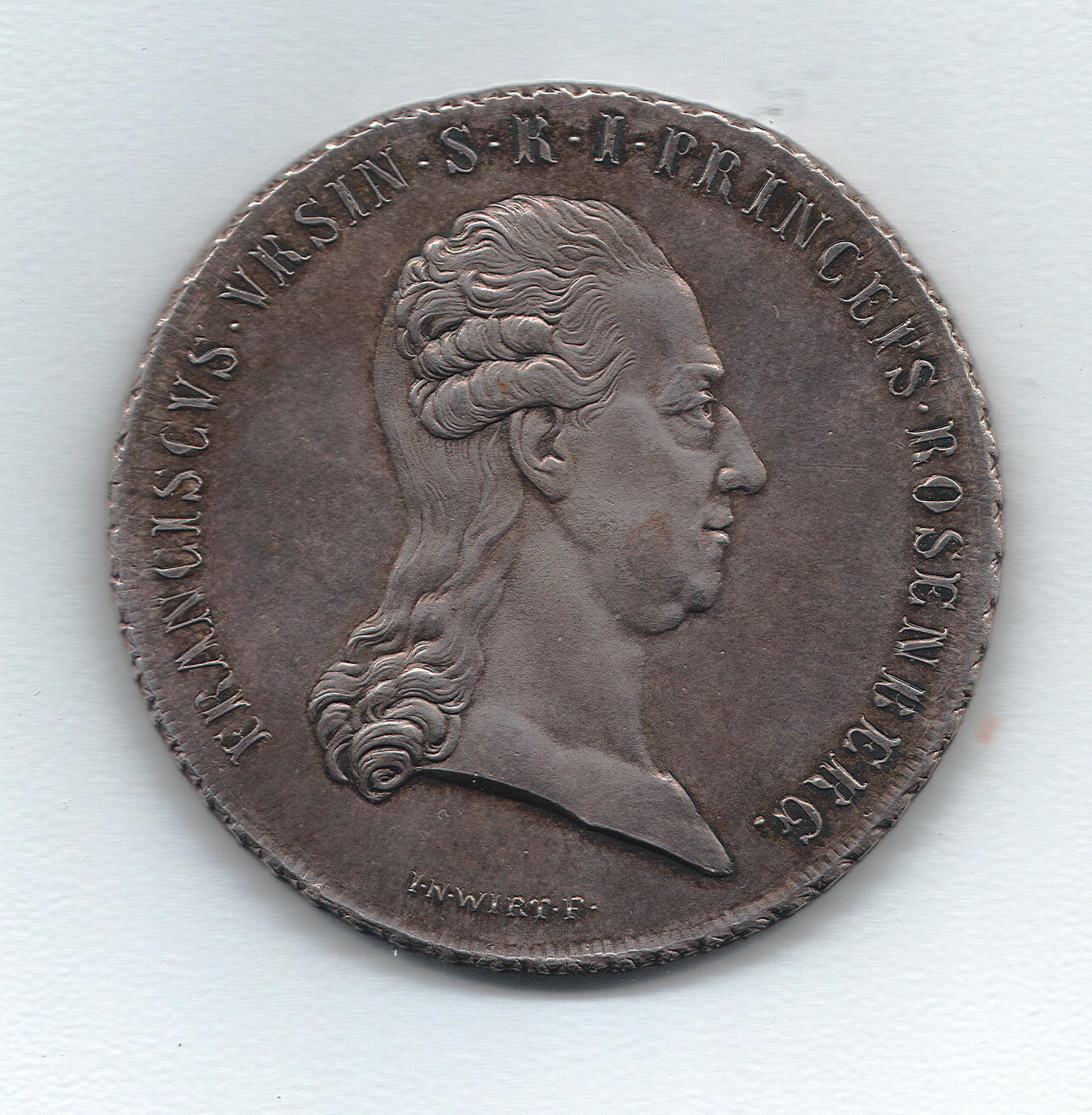
Vyobrazení knížete Orsini-Rosenberga na minci z roku 1793

Těsně po svatbě arcivévody Leopolda s Marií Ludovikou zemřel v Innsbrucku císař František Štěpán a osmnáctiletý Leopold po něm jako druhorozený syn zdědil Toskánské velkovévodství. Orsini-Rosenberg byl vybrán, aby Leopolda s novomanželkou následoval do Florencie, kde měl působit jako poradce a zároveň informovat o dění v Toskánsku Marii Terezii. V letech 1765–1770 byl v Toskánsku v podstatě prvním ministrem, respektive předsedou regentské rady s rozsáhlými kompetencemi pro vojenské a finanční záležitosti. Pod jeho vedením se Toskánské velkovévodství během několika málo let stalo jednou z nejlépe spravovaných zemí v duchu osvícenství.

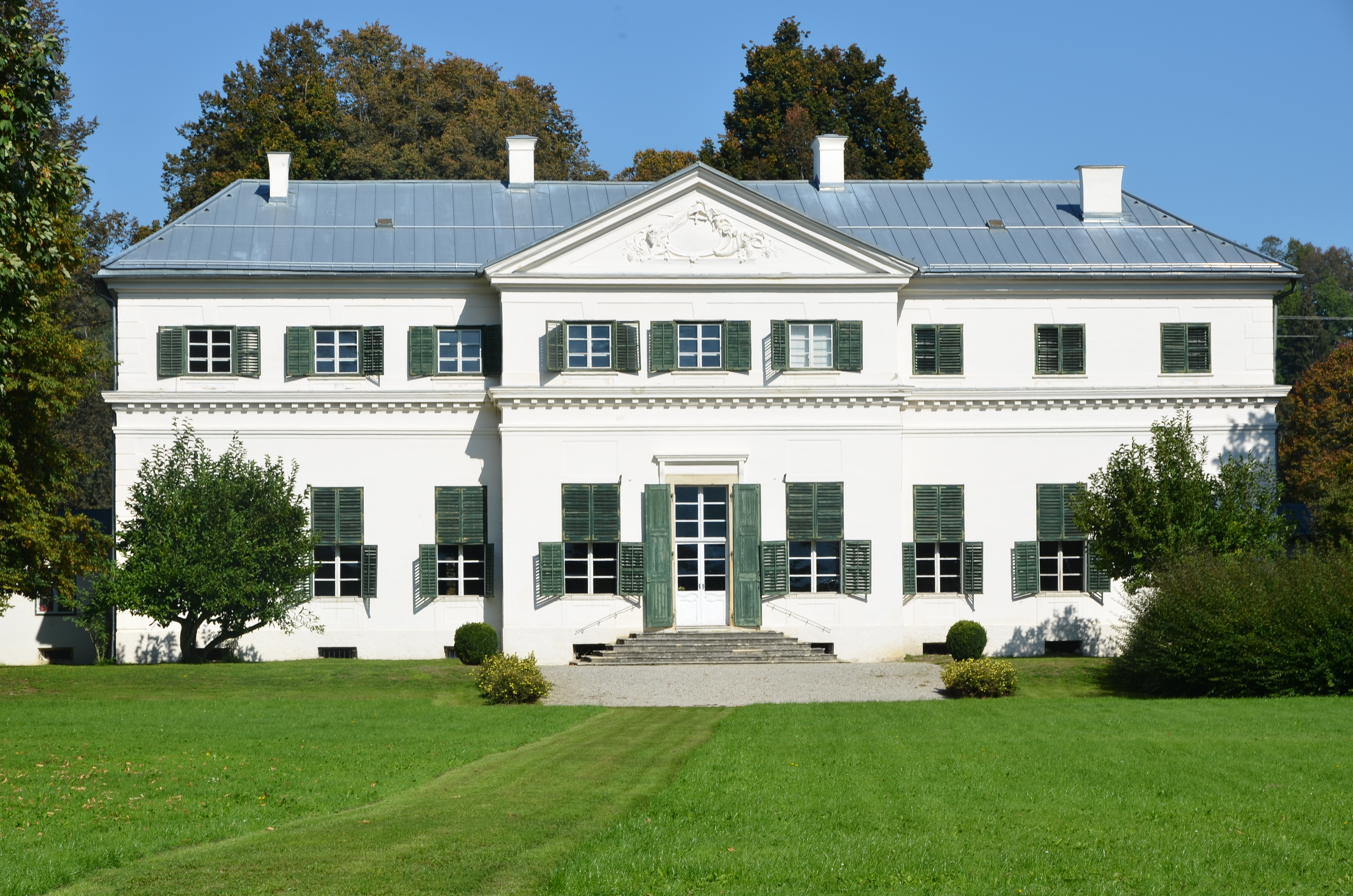
Zámek Rosegg (Korutansko), hlavní sídlo rodu Orsini-Rosenbergů

V roce 1770 požádal o uvolnění ze státních služeb a začal se věnovat správě svých statků v Korutansku zděděných po otci. V letech 1772–1774 nechal vystavět zámek Rosegg, který se stal jeho hlavním sídlem. Brzy se vrátil do dvorských služeb a v letech 1774–1775 doprovázel arcivévodu Maxmiliána, nejmladšího syna Marie Terezie, na kavalírské cestě po Evropě. Po návratu do Vídně se stal císařským nejvyšším komořím a tento úřad zastával až do smrti (1775–1796). Z titulu této funkce byl zároveň členem Tajné konference a státním ministrem. Zároveň byl ředitelem dvorního divadla. Osobně měl zájem o hudbu a sám dobře ovládal hru na flétnu a housle. Již v roce 1770 uvedl k toskánskému velkovévodskému dvoru ve Florencii nadějného W. A. Mozarta. Později v roce 1782 si u Mozarta objednal operu Káhirská husa (L'oca del Cairo), která však nebyla dokončena.
Spolu s knížetem Karlem Janem z Ditrichštejna a generálem Lacym patřil k úzkému okruhu přátel Josefa II. a měl podíl na josefínských reformách. Po smrti Josefa II. a nástupu Leopolda II. na císařský trůn byl v roce 1790 povýšen do knížecího stavu. Protože byl svobodný a bezdětný, platnost knížecího titulu byla rozšířena i na bratrance Vincence (1722–1794), zemského hejtmana v Kraňsku, a jeho potomstvo. Ve funkcích císařského nejvyššího komořího a státního ministra setrval kníže Orsini-Rosenberg i po smrti Leopolda II. v prvních letech vlády Františka II.
Majetek Orsini-Rosenbergů se nacházel převážně v Korutansku, František Xaver vlastnil fideikomis Haimburg, dále panství Federaun se zříceninou hradu a Thalenstein s barokním zámkem. V Korutansku rodině náležela také dědičná hodnost zemského hofmistra. V korutanském hlavním městě Klagenfurtu vlastnil rod dva paláce (dnes stará a nová radnice). Po předcích byl také držitelem inkolátu v Čechách a na Moravě, i když zde již žádné statky nevlastnil.
Kníže František Xaver z Orsini-Rosenbergu zemřel ve Vídni 13. listopadu 1796 ve věku 73 let, pohřben byl ve farním kostele sv. Michaela v Roseggu. Dědicem majetku a titulů se stal syn jeho bratrance Vincence, František Serafín z Orsini-Rosenbergu (1761–1832), který se proslavil jako vojevůdce napoleonských válek.